# 항이

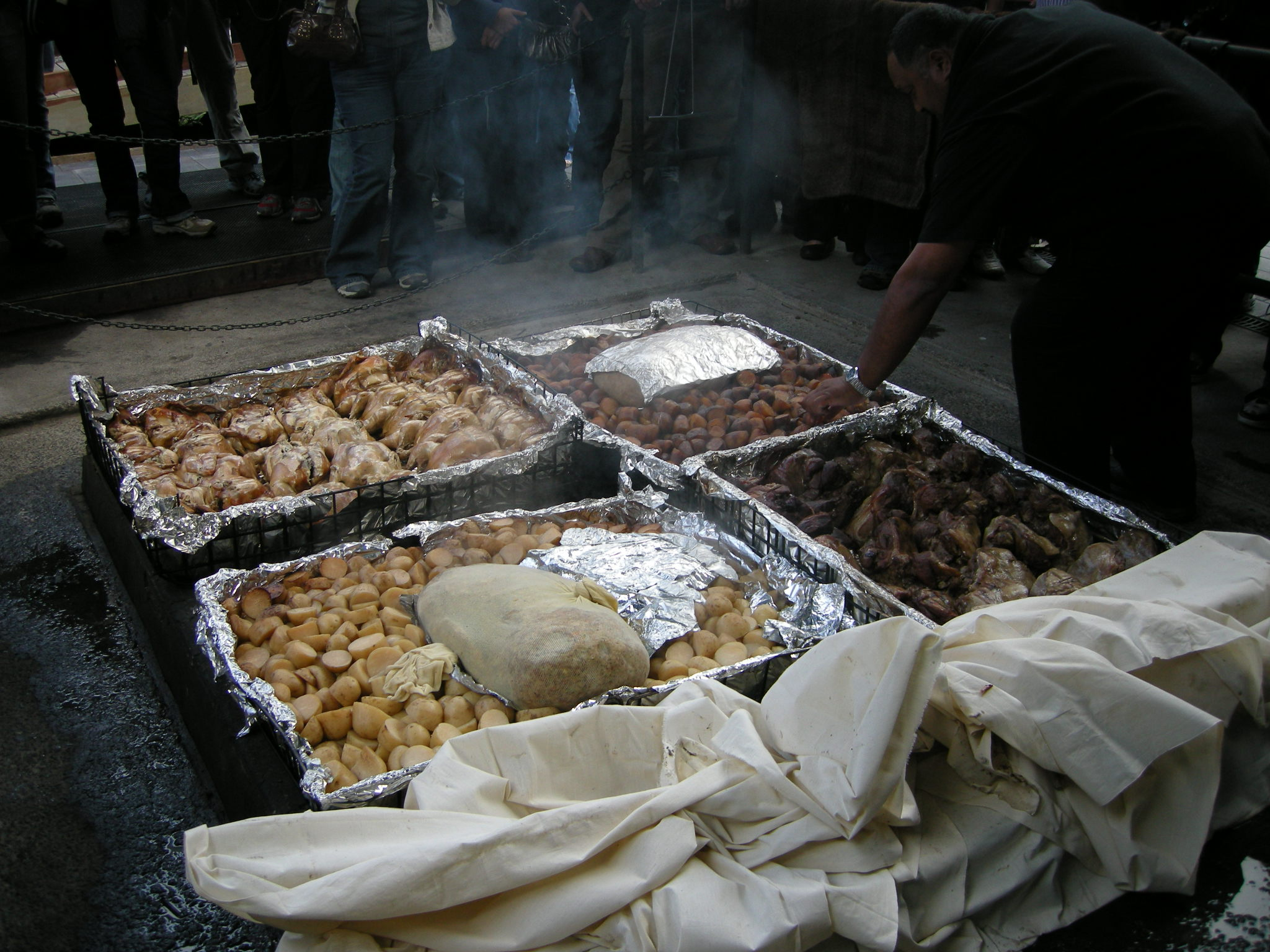
항이 놓기

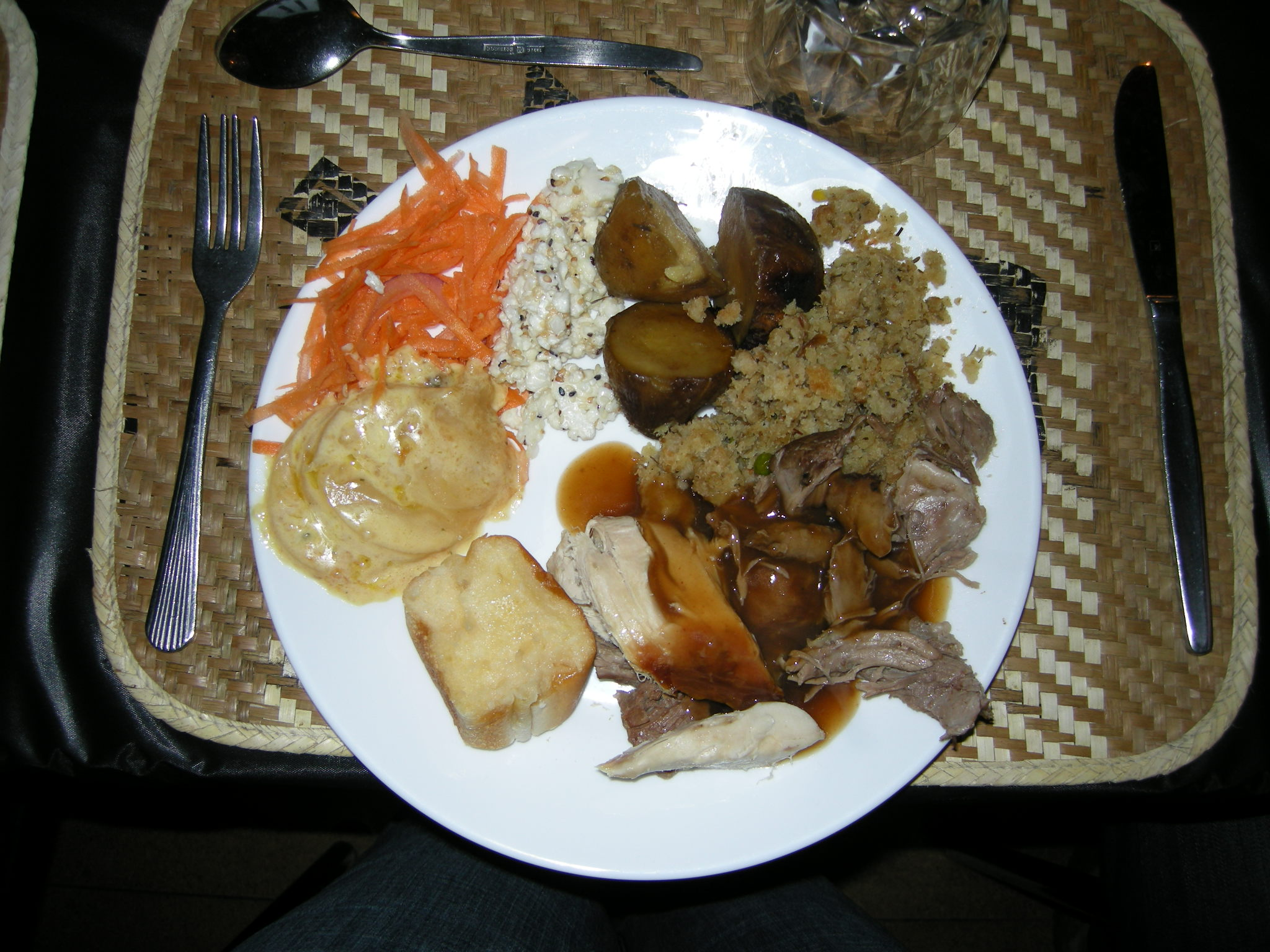
항이 디너

항이(Hāngi, 발음 [ˈhaːŋi])는 이무(땅속 화덕)에 묻은 가열된 바위를 이용해 만든 뉴질랜드 마오리족의 전통 요리다.